# جوزپه فورتیس
جوزپه فورتیس (ایتالیایی: Giuseppe Fortis؛ ‏ ۲۰ ژوئیهٔ ۱۹۳۵ – ۲۷ مهٔ ۲۰۰۰) بازیگر اهل ایتالیا بود.
از فیلم‌هایی که وی در آن نقش داشته‌است، می‌توان به هیولا در فضا، طبقه کارگر به بهشت می‌رود و راهزن دمشق اشاره کرد.